# Eqrem Libohova
Eqrem Libohova vagy Ekrem Libohova (nevének ejtése ɛt͡ɕɾɛm libɔhɔva; Gjirokastra, 1882. január 24. – Róma, Olaszország, 1948.) albán politikus, 1943-ban két ízben, először egy, majd négy hónapig Albánia miniszterelnöke volt. Myfit Libohova politikus, történész öccse.

## Élete
Tehetős toszk földbirtokos családban született. Konstantinápolyi középiskolai tanulmányai után a brüsszeli katonai akadémiát végezte el 1905-ben. Ezt követően a török hadsereg tisztje lett, s az I. Balkán-háború alatt a çamëriai brigád parancsnoka volt.
Albánia 1912-es függetlenné válása után szerepet vállalt Ismail Qemali kormányában, majd 1920-ban a Sylejman Delvina vezette kabinet munkájában is. 1924–1925-ben az olasz kormány albániai ügyekért felelős minisztere volt, 1927-ben pedig Albánia Rómába akkreditált katonai attaséja lett. Miután Amet Zogu, az ország korábbi államfője 1928-ban I. Zogu néven királlyá kiáltatta ki magát, Libohova lett a király személye körüli miniszter. Ezt a posztot 1933-ig töltötte be, s maga is megsérült az I. Zogu elleni, 1931. február 20-án Bécsben elkövetett merényletkísérletben. Koço Kota második kormányában, 1936 és 1939 között a külügyminiszteri posztot töltötte be, s e pozíciójában igyekezett a lehető legszorosabbra fűzni az olasz–albán kapcsolatokat.
Miután 1939-ben Olaszország annektálta Albániát, az olaszbarát Libohova az országban maradt és felajánlotta szolgálatait a megszállóknak. Az országban 1941 után erőre kapott és egyre nagyobb nyomást gyakorolt a kormányzatra a partizánmozgalom. Ez végül 1943. január 19-én Mustafa Kruja kormányának lemondásához vezetett, s a kabinet belügyminisztere, Libohova lett az új miniszterelnök, aki minden intézkedésében az olasz elvárásoknak igyekezett megfelelni. Egy hónap után, február 13-án azonban Maliq Bushatinak adta át a kormányrudat, de május 13-ától ismét ő vezette a kabinetet. Igazán hatékony kormányzásra nem volt lehetősége, egyrészt a kommunista partizánok hatványozódott támadásai, másrészt a háta mögött álló fasiszta Olaszország meggyengülése révén. Miután szeptember elején Mussolini rezsimje megbukott, társadalmi támogatás híján szeptember 8-án az albán kormány is összeomlott, Libohova Olaszországba menekült.
Római emigrációban halt meg 1948-ban.